# ピカルディー・スパニエル

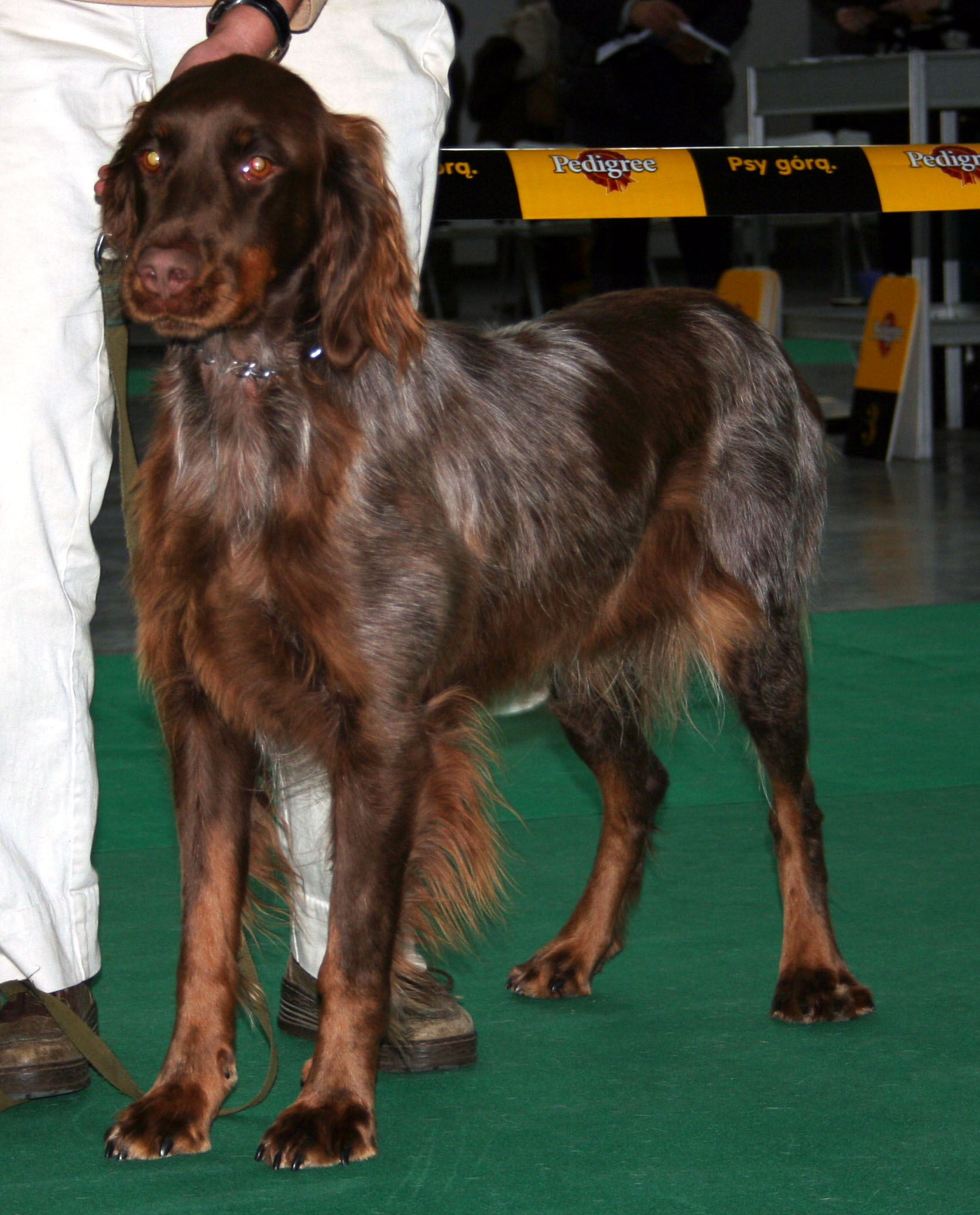
ピカルディー・スパニエル

ピカルディー・スパニエル（英：Picardy Spaniel）とは、フランス原産のスパニエル犬種である。犬種名はピカルディ・スパニエルと表記されることもある。尚、名前の似通ったブルー・ピカルディー・スパニエルはこれをもとに作出された別犬種である。

## 歴史
生い立ちについてはあまりはっきり分かっていないが、同国原産のフレンチ・スパニエルはこれの兄弟種にあたる。14世紀ごろに誕生した犬種で、古いセッター犬種の子孫であるといわれている。又、フランス産のスパニエル犬種とイギリス産の古代セッター犬種の血を引いている、という説もある。
主に鳥猟犬として多目的に使われていた。カモやヤマシギなどを探してセッティング、若しくはポインティングを行い主人に獲物のありかを教え、自らフラッシング（追いたて）を行って鳥を茂みから飛び立たせ、猟銃で撃ち落されたそれを回収するといった、万能な活躍ぶりを見せていた。
多才な能力を持っていたが、19世紀ごろに異種交配が無計画に行われるようになってしまうと混血がどんどん進み、純血の犬の数が減って絶滅寸前になってしまった。熱心な愛好家の手により混血を食い止め純血種の保護を促進し、何とか種として生き残ることは出来たものの、いまだにその頭数は少なく、希少な犬種であることに変わりは無い。
それでも年々少しずつ頭数を増加させ、FCIには1964年の10月に公認犬種として登録された。原産国以外ではあまり知られていない犬種ではあるが、近年世界中で盛んに興っている土着の希少犬種に目を向けて保護と知名度向上を促進する活動により注目されている。多くはショードッグとして飼育されていて、ペットや実猟犬として飼育されているものはあまり多くない。ピカルディー・スパニエルの原産地フランスでの飼育状況は日本でいうと四国犬や紀州犬と同じような状況下にあり、国内では知られているが、飼育頭数は少ないのが現状である。

## 特徴
大まかな容姿はスパニエル要素2：セッター要素1、といったところである。マズルは太く短めで、ややがっしりとした体格を持つ。耳は垂れ耳、尾は垂れ尾で、耳と尾には飾り毛がある。目は小さくないが、アーモンド型。脚は長い。コートはウエーブがかった短めのロングコートで、毛色はブラウンとホワイトが入り混じった、ブラウン・ティッキングという変わった色を地とし、その上にブラウンの斑が入り、足先などにはタンのマーキングが入ったもの。ちなみに、近年この実猟タイプのものとショー用のものの容姿の違いが顕著になりつつある。ショータイプのものは体格がすらりとする傾向が強くなってきていて、この改良を続けるか続けないか、論争の的となっている。
体高56〜61cm、体重19.5〜20.5kgの大型犬で、性格は陽気で優しく、友好的である。子供や他の犬に対してもとても友好的で、番犬としては使えないこともあるほど人懐こい。しつけもよく入り、状況判断力も優れている。運動量は普通で、家庭犬として飼育するのにも向いている。